# Ластушинский
Ластушинский — хутор в Серафимовичском районе Волгоградской области.
Входит в состав Клетско-Почтовского сельского поселения.

## География
На хуторе имеются две улицы: Буданская и Донская.

## Население
| 2010 |
| ---- |
| 21   |